# The Try Out
The Try Out é um filme de curta-metragem norte-americano do gênero comédia muda caracterizando Oliver Hardy, dirigido por Bobby Burns e Walter Stull em 1916.

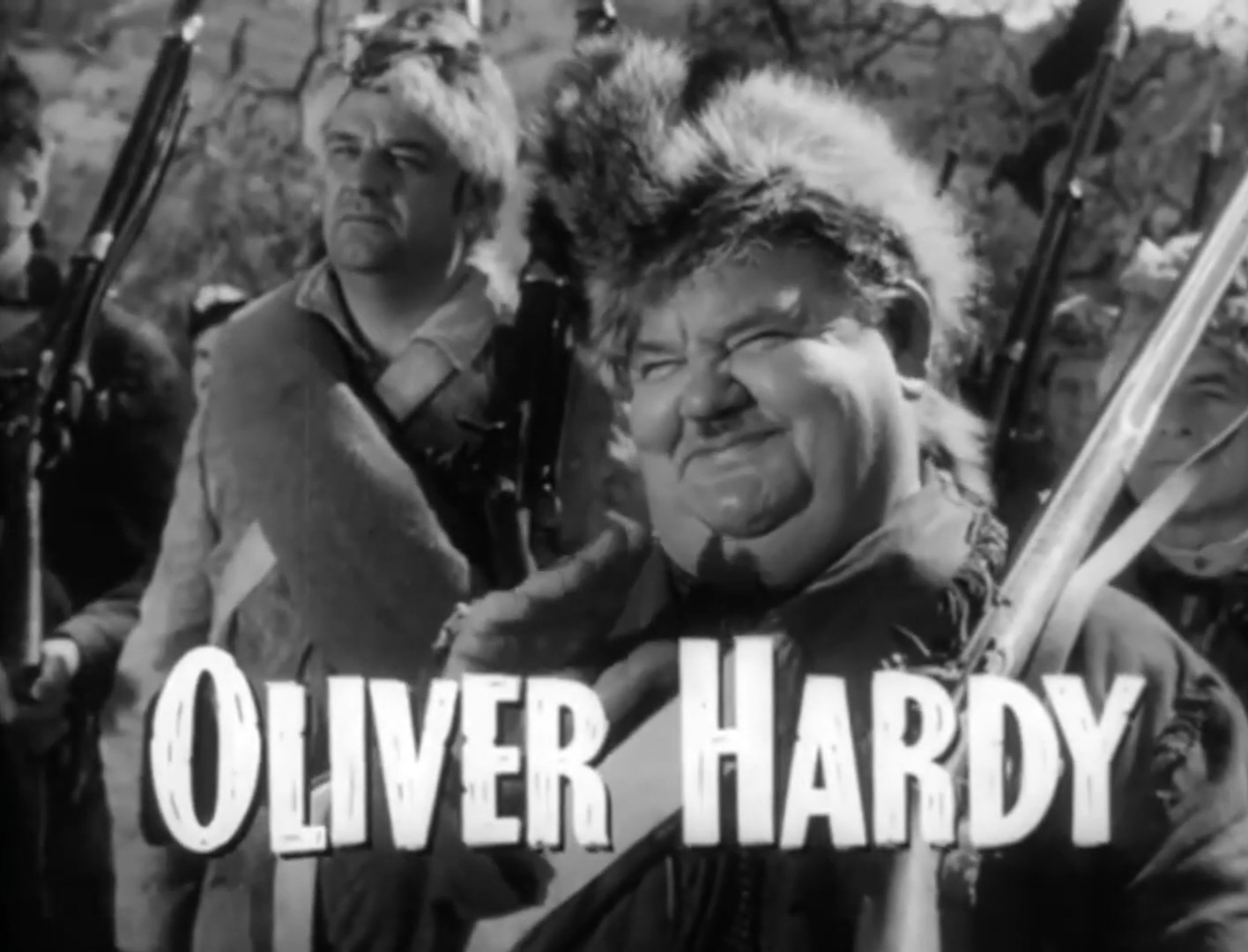
Oliver Hardy